# Abdelhamid Slama
Pour les articles homonymes, voir Slama.
Abdelhamid Slama, né le 23 octobre 1941 à Ksibet el-Médiouni (protectorat français de Tunisie) et mort le 31 janvier 2025, est un professeur et haut fonctionnaire tunisien. Il est ministre de la Jeunesse, des Sports et de l'Éducation physique entre 2010 et 2011, au sein du premier gouvernement Ghannouchi.

## Biographie

### Jeunesse et études
Abdelhamid Slama est diplômé d'un doctorat d'État en lettres arabes. 

### Carrière dans le professorat et la haute administration
Abdelhamid Slama commence à travailler en tant que professeur au Collège Sadiki de Tunis et à l'École normale de Sousse. Il est plus tard professeur d'université, toujours en lettres, à l'Université de La Manouba.
Il intègre la haute administration comme chef de service au ministère de l'Éducation nationale puis à celui de la Jeunesse et des Sports.
Il est ensuite directeur de l'information au sein de l'Établissement de la radiodiffusion-télévision tunisienne, commissaire général au sport puis ministre conseiller auprès du président de la République chargé de la Culture, de l'Enfance, de la Jeunesse et des Sports », et ce, jusqu'en décembre 2010.
De 2004 à 2009, il préside le Comité national olympique tunisien. Il occupe également d'autres fonctions exécutives dans le domaine du sport, notamment au sein du Comité international des Jeux méditerranéens et du Conseil supérieur des sports en Afrique.

### Carrière politique
Entre décembre 2010 et janvier 2011, Abdelhamid Slama est ministre de la Jeunesse, des Sports et de l'Éducation physique au sein du premier gouvernement Ghannouchi. Après la révolution de 2011, il est remplacé par Mohamed Aloulou comme ministre et Slim Amamou comme secrétaire d'État, après s'être vu refusé la traditionnelle cérémonie de passation de pouvoir.

### Vie privée et mort
Abdelhamid Slama est marié et père d'un enfant. Il meurt le 31 janvier 2025 à l’âge de 83 ans.

## Décorations
- Grand officier de l'Ordre du Mérite national (au titre du secteur de la Jeunesse)[1]
- Grand officier de l'Ordre du Mérite national (au titre du secteur du Sport)[1]
- Médaille du Mérite du Conseil international supérieur du sport militaire[1]
- Médaille du Mérite national d'Italie[1]
- Médaille du Mérite national de Malte[1]
- Grand officier de l'Ordre de la République[1]
- Commandeur de l'Ordre du 7-Novembre[1]